# Ernst Hassencamp
Ernst Conrad Hassencamp (* 16. Oktober 1824 in Frankenberg; †  28. Juni 1881 in Fulda) war ein deutscher Apotheker, Fossiliensammler, Geologe und Paläontologe. Er ist der Vater von Robert Hassencamp.

## Leben

Gedenkstein für Ernst Hassencamp in der Nähe von Sieblos

Ernst Hassencamp besuchte das Gymnasium in Kassel und studierte Pharmazie in Marburg und Würzburg, wo er 1846 die Approbation mit sehr guten Noten erhielt. 1847 übernahm er die Apotheke in Weyhers. Daneben studierte er die Geologie der Rhön, besonders die Fossilien im Abraum der Braunkohlebergwerke in Sieblos und Bischofsheim. Das verschaffte ihm einen Ruf an eine Universität in Russland, den er aber ablehnte. Schon 1863 gab er die Apotheke in Weyhers auf (er litt an einem Herzleiden) und lebte als Pensionär in Fulda und war im dortigen Verein für Naturkunde aktiv. Er veröffentlichte viel in den Schriften des Vereins und in denen der physikalisch-medizinischen Gesellschaft in Würzburg, deren Mitglied er seit 1850 war. Unter anderem publizierte er über Braunkohlevorkommen der Rhön, Vorkommen von Augit und Hornblende in der Rhön, Muschelkalk der Rhön, Zeolithe und das relative Alter der Vulkanite der Rhön, Geologie und Fossilien des Tertiärs in der Rhön (so von Muscheln) und fossile Insekten der Rhön.
Mehrere Fossilien sind nach ihm benannt. Seine Sammlung ging an das Geologisch-Paläontologische Institut in Würzburg, heute Teil der Bayerische Staatssammlung für Paläontologie und Geologie.

## Mitgliedschaften
- Naturforschende Gesellschaft zu Bamberg
- 30. April 1881 Korrespondierendes Mitglied, Verein für Naturkunde zu Cassel

## Schriften
- Geognostisch-paläontologische Untersuchungen über den Muschelkalk der Rhönberge. In: Verh. phys.-med. Ges. Würzburg, 3, 1852, S. 300–311
- Ueber eine neue Ophiuride aus dem Muschelkalk bei Fulda. In: Bericht des Vereins für Naturkunde in Fulda, IV, 1876, S. 15–16
- Geologisches aus der Umgebung von Fulda. I. Alluvium, II Jungtertiäre Bildungen, III Röth. In: Bericht des Vereins für Naturkunde in Fulda, V, 1878, S. 21–30
- Geologisches aus der Umgebung von Fulda. VI. Die Estherienmergel der Lettenkohle. In: Bericht des Vereins für Naturkunde in Fulda, VI, 1880, S. 45–47